# إدريسا تراوري
إدريسا تراوري (بالفرنسية: Idrissa Traoré)‏ (17 يوليو 1990 بمالي - ) هو لاعب كرة قدم مالي في مركز الوسط. شارك مع منتخب مالي لكرة القدم. أما مع النوادي، فقد لعب مع نادي استقلال خوزستان ونادي دجوليبا وJS Centre Salif Keita ‏.

## وصلات خارجية
- إدريسا تراوري على موقع قاعدة بيانات كرة القدم.إي يو (الإنجليزية)
- إدريسا تراوري على موقع ناشيونال فوتبول تيمز (الإنجليزية)
- إدريسا تراوري على موقع Soccerway.com (الإنجليزية)